# Vogelherd (Landkreis Holzminden)
Der Vogelherd ist eine Erhebung des Sollings und ein nach ihr benanntes, ehemaliges Naturschutzgebiet in der niedersächsischen Stadt Holzminden und im gemeindefreien Gebiet Merxhausen im Landkreis Holzminden.

## Naturschutzgebiet
Das ehemalige Naturschutzgebiet mit dem Kennzeichen NSG HA 116 ist 61 Hektar groß. Es ist Bestandteil des FFH-Gebietes „Moore und Wälder im Hochsolling, Hellental“ und des EU-Vogelschutzgebietes „Solling“. Das 1972 ausgewiesene, 10,8 Hektar große, gleichnamige Naturwaldreservat ist Bestandteil des ehemaligen Naturschutzgebietes. Dieses wird seiner natürlichen Entwicklung überlassen. Im Süden schließt das ehemalige Naturschutzgebiet „Hellental“ an. Das Gebiet stand seit dem 31. Dezember 1986 unter Naturschutz. Zum 9. Juni 2019 ging es im neu ausgewiesenen Naturschutzgebiet „Moore und Wälder im Hochsolling, Hellental“ auf. Zuständige untere Naturschutzbehörde war der Landkreis Holzminden.
Das ehemalige Naturschutzgebiet liegt südöstlich von Holzminden zwischen Hellental und Silberborn am Südosthang des Vogelherds innerhalb des Naturparks Solling-Vogler. Es wird von Restbeständen des früher im Solling bestimmenden Hainsimsen-Buchenwaldes, die von ausgedehnten Nadelholzaufforstungen umgeben sind, geprägt.